# Борисовец (Вилегодский район)
Борисовец — деревня в Вилегодском муниципальном округе Архангельской области.

## География
Находится в юго-восточной части Архангельской области, к северу от автодороги А123, у северо-восточной окраины административного центра района села Ильинско-Подомское.

## История
Была отмечена уже только в 1939 году в составе Ильинского сельсовета. До 2020 года входила в состав Ильинского сельского поселения до его упразднения.

## Население
| 2002 | 2010 | 2012 |
| ---- | ---- | ---- |
| 16   | ↗18  | ↘12  |

Численность населения: 17 человек (русские 100 %) в 2002 году, 18 в 2010.